# جام حذفی فوتبال ایتالیا ۱۵–۲۰۱۴
کوپا ایتالیا ۱۵–۲۰۱۴ که به دلایل حمایت مالی به‌عنوان جام TIM نیز شناخته می‌شود، شصت و هشتمین دورهٔ جام ملی در فوتبال ایتالیا بود. ناپولی مدافع عنوان قهرمانی بود که فینال سال قبل را برده بود، اما در نیمه نهایی توسط لاتزیو حذف شد. یوونتوس با پیروزی ۲–۱ در وقت اضافه پیروز شد و به دهمین عنوان قهرمانی دست یافت.